# Якоб Аркаделт
Якоб Аркаделт (Jacob Arcadelt) (1504 или 1505 – 14 октомври, 1568) е френско-фламандски композитор, роден край Лиеж или Намюр и прекарал по-голямата част от живота си в Италия и Франция.
Заедно с двамата си съвременници Костанцо Феста и Филип Вердело поставя основите на музикалната форма на мадригала.
Автор е на около 120 песни, 200 италиански мадригала, 24 мотета и 3 меси. Яснотата на стила му оказва влияние на Джовани Пиерлуиджи да Палестрина.